# Médaille de George
La médaille de George (en anglais George Medal) est créée par le roi britannique George VI en 1940, pour récompenser les membres du Commonwealth auteurs d'actions héroïques. Cette médaille est avant tout destinée à des civils ; elle est attribuée à des militaires uniquement pour les honorer d'une action qui ne serait pas couverte par les décorations militaires existantes.

## Historique
En septembre 1940, à l'époque du Blitz (campagne de bombardement du Royaume-Uni par la Luftwaffe), il y avait un fort désir de la population de récompenser les actes de bravoure, alors que les récompenses existantes n'étaient pas jugées adaptées pour cette nouvelle situation. Il fut donc décidé de créer la Croix de George et la Médaille de George, pour récompenser respectivement à la fois le courage civil face à l'ennemi et les actes de bravoure en général.
La loi royale créant cette George Medal fut publiée en janvier 1941. Un autre décret fut édité en 1977 pour pouvoir récompenser à titre posthume.
Les récipiendaires ont le droit d'ajouter GM après leur nom.

## Description
Médaille ronde en argent, avec :
- à l'endroit, effigie du monarque actuel
- à l'envers, Saint Georges terrassant le dragon avec la légende THE GEORGE MEDAL autour.

Le ruban est rouge avec 5 fines rayures bleues (le bleu est tiré du ruban de la croix de George).

## Destinataires notables
- John Bridge
- Arthur « Harry » Cobby
- Lionel « Buster » Crabb
- Bernard Carter-Kenny, 77 ans, blessé en portant secours lors de l'assassinat de Jo Cox en 2016
- Comtesse Andrée De Jongh, résistante belge, cofondatrice du réseau Comète, filière d'évasion pour des soldats alliés (particulièrement des aviateurs)
- John Edward Dillon
- Léonce Dussarrat
- Florentino Goikoetxea
- Leon Goldsworthy
- Maurice Griffiths
- Jeannette Guyot, résistante française
- Mike Hailwood, pilote automobile
- Stanley McArdle
- Bernard Peter de Neumann
- Keith Palmer, victime de l'attentat de Westminster
- Andrew Clifford Parker
- Lisa Potts
- David Purley, pilote automobile
- Victor Rothschild
- Hugh Randall Syme
- Tenzing Norgay, sherpa népalais, premier homme avec Edmund Hillary à atteindre le sommet de l'Everest, le 29 mai 1953.
- Nancy Wake, Australienne, membre de la Résistance française
- William Arthur Waterton